# فيكتوريا أديلايد أميرة شليزفيغ-هولشتاين
الأميرة فيكتوريا أديلايد شليزفيغ-هولشتاين سونديربرغ-غلوكسبورغ (بالألمانية: Viktoria Adelheid von Schleswig-Holstein-Sonderburg-Glücksburg)‏ (31 ديسمبر 1885 - 3 أكتوبر 1970) كانت قرينه الأمير تشارلز إدوارد دوق ألباني وساكس كوبورج وغوتا وجده كارل السادس عشر غوستاف ملك السويد.